# 264ª Squadriglia
La 264ª Squadriglia fu un reparto attivo nel Servizio Aeronautico della Regia Marina (Prima guerra mondiale).

## Storia

### Prima guerra mondiale
La 264ª Squadriglia viene creata il 19 novembre 1917 al Porto di Ancona dalla locale Stazione Idrovolanti al comando del Sottotenente di Vascello Eugenio Casagrande dotata al 19 gennaio 1918 di 15 FBA Type H quando il comando passa al Tenente di Vascello Aldo Pellegrini che dispone di altri 7 piloti. 
In attesa della fine dei lavori di sistemazione logistica il 15 marzo dispone solo di 4 FBA ed il 1º giugno dispone di 8 piloti tra cui il S.Ten. di Vascello Alberto Briganti ed il Guardiamarina Vittorio Centurione Scotto, 7 osservatori, 8 FBA e 4 Macchi M.5.
Centurione nel 1924 avrà una importante relazione con Liala che verrà ricordata nei suoi romanzi e nel 1926 morirà sull'idrocorsa Macchi M.39.
Il 18 luglio 2 idro austriaci di Parenzo svolgono una ricognizione di Ancona ed uno dei 2 Macchi partiti ad intercettarli abbatte un Lohner K 30 miglia a Nord Ovest della città costringendolo all'ammaraggio e l'equipaggio viene preso dalle torpediniere italiane.
Il 16 settembre attaccano delle unità da guerra austriache vicino a Pago (città).
Dopo la guerra l'unità viene sciolta.

### Seconda guerra mondiale
All'8 settembre 1943 era nell'88º Gruppo Bombardamento Terrestre della Regia Aeronautica sull'Aeroporto di Alghero-Fertilia con un CANT Z.1007 TER nell'Aeronautica della Sardegna - ASAR.